# Kostel svaté Alžběty Uherské (České Hamry)
Kostel sv. Alžběty Uherské je sakrální stavba v Českých Hamrech, místní části města Vejprty. Postaven byl zřejmě kolem roku 1920.

## Historie
Obyvatelé Českých Hamrů až do 20. století docházeli na bohoslužby buď do Vejprt, nebo do Loučné. Kolem roku 1920 byl v Českých Hamrech postaven malý kostel. O jeho stavbě není dostatek pramenů, a dobu jeho výstavby lze tedy pouze odhadovat na základě architektonické podoby. Až do roku 2003 byla obec součástí farnosti Loučná. Tato farnost byla v uvedeném roce sloučena s farností vejprtskou.
Duchovní správci kostela jsou uvedeni na stránce: Římskokatolická farnost Vejprty.

## Architektura
Kostelík je jednolodní stavba, orientovaná přibližně k jihozápadu. Odsazený presbytář je pětiboce uzavřený. Nad lodí se nachází sanktusník. Vnitřní zařízení je soudobé se stavbou.